# 1. TSZ Velbert
Das 1. TSZ Velbert ist ein deutscher Tanzsportverein in Velbert. Der Verein wurde 2016 von den Tänzern der Lateinformationen des TSZ Velbert gegründet, nachdem der TSZ Velbert sich aus dem Formationstanzsport zurückgezogen hatte.

## Lateinformationen

### A-Team

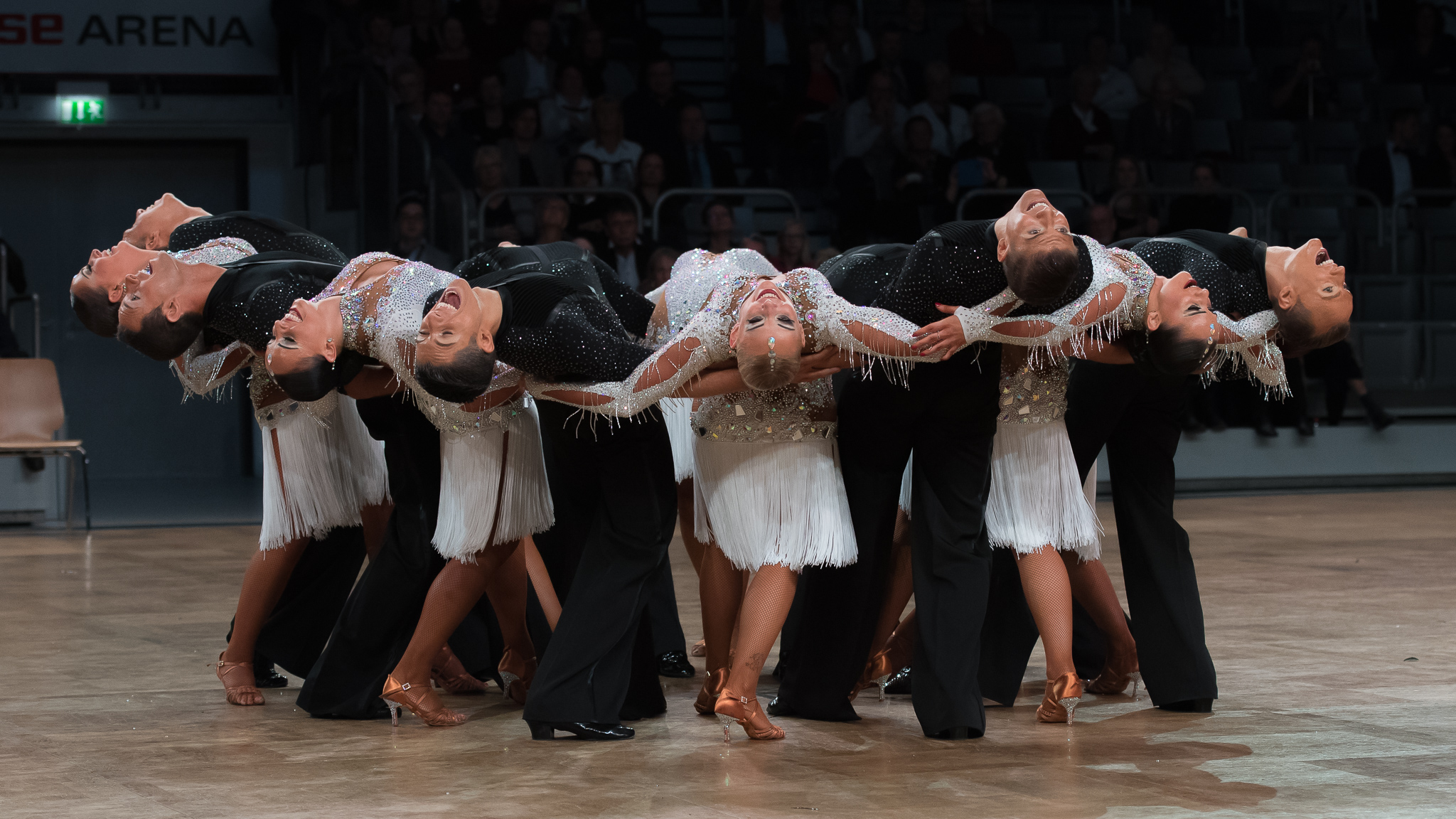
Formationsgemeinschaft TTC Rot-Weiss-Silber Bochum/1. TSZ Velbert – Velberter Rose

Die Lateinformation des 1. TSZ Velbert tanzte zunächst in einer Formationsgemeinschaft mit dem T.T.C. Rot-Weiss-Silber Bochum in der 1. Bundesliga Latein.
Musikalische Themen und Platzierungen der Formationsgemeinschaft:
- 2016/17: „Herzschlag“, DM 2. Platz, 1. Bundesliga 2. Platz, WM 3. Platz
- 2017/18: „One World“, DM 2. Platz, 1. Bundesliga 2. Platz, WM 4. Platz, EM 3. Platz

Im Sommer 2018 löste sich die Formationsgemeinschaft auf. Der 1. TSZ Velbert übernahm den Startplatz in der 1. Bundesliga Latein.
Musikalische Themen und Platzierungen der Lateinformation des 1. TSZ Velbert:
- 2018/19: „One World“, DM 2. Platz, 1. Bundesliga 1. Platz, WM 4. Platz
- 2019/20: „No Limit“, DM 2. Platz, 1. Bundesliga 2. Platz, WM 4. Platz
- 2021/22: „No Limit“, DM 2. Platz (die Saison 2020/21 fiel wegen der COVID-19-Pandemie aus)

Trainer der Formation waren Astrid Kallrath und Miriam Perplies. Nach der Deutschen Meisterschaft 2021 gab Astrid Kallrath ihren Rücktritt als Chef-Trainerin bekannt und zog die Mannschaft aus dem Ligabetrieb zurück.
Nach dem Rückzug der Mannschaft aus der 1. Bundesliga Latein tanzte ein A-Team des Vereins in der Saison 2021/22 in der Landesliga West Latein und stieg nach dem Gewinn der Liga in die Regionalliga West Latein auf. In der Saison 2022/23 stieg die Mannschaft nach dem Gewinn der Regionalliga West Latein in die 2. Bundesliga Latein West auf. Trainer der Mannschaft sind Danny Deschan und Michael Wegmann.
Die Formation des 1. TSZ Velbert wurde 2018 und 2023 als Velberts Mannschaft des Jahres geehrt.

### B-Team
In der Saison 2019/20 trat der 1. TSZ Velbert mit einem B-Team in der Landesliga West Latein an.
Nach dem Rückzug des A-Teams aus dem Ligabetrieb nach der Deutschen Meisterschaft 2021 übernahm das A-Team des Vereins den Startplatz des B-Teams in der Landesliga.